# FITINN
FITINN je rakouský řetězec fitness center.

## Síť poboček
V roce 2018 měl 44 studií v Evropě. Nejvyšší část z nich, celkem 34 poboček, se nachází v Rakousku, čtyři na Slovensku a po třech ve Slovinsku a v České republice. Samotné sídlo společnosti je ve Vídni, kde bylo v roce 2004 otevřeno i zcela první studio tohoto řetězce. V roce 2018 má FITINN přes 150 000 členů. 

## Vybavení poboček
Řetězec na všech svých pobočkách nabízí posilovací či kardio stroje a vybrané pobočky mají navíc k dispozici i solária.